# جون ر. سوتون
جون ر. سوتون (بالإنجليزية: John R. Sutton)‏ هو عالم اجتماع أمريكي، ولد في 1949.